# Наумов, Владимир Владимирович
Влади́мир Влади́мирович Нау́мов (род. 7 февраля 1956, Смоленск) — государственный и общественный деятель Беларуси, генерал-лейтенант милиции, министр внутренних дел (2000—2009).

## Биография
1974—1976 — проходил службу в Вооружённых Силах СССР.
Окончил Минскую высшую школу МВД СССР.
В системе МВД с 1976 года.
С 1976 года — милиционер полка милиции УВД Минского горисполкома. Занимал ряд командных должностей в патрульно-постовой службе ГУВД Минска.
1991—1997 — командир отряда милиции специального назначения МВД Беларуси. 1997—1999 — командир специального подразделения по борьбе с терроризмом «Алмаз».
Январь 1999 года — сентябрь 2000 года — начальник Службы безопасности Президента Беларуси.
С 25 сентября 2000 года по 4 апреля 2009 года — министр внутренних дел Беларуси.
27 ноября 2001 года избран председателем Федерации хоккея Беларуси (переизбирался в 2005 г. и 29 апреля 2008 года). Покинул должность 21 января 2010 года. В этот же день избран Почётным председателем Федерации хоккей Беларуси.
6 апреля 2009 года Президент Республики Беларусь Александр Лукашенко принял отставку Министра внутренних дел Владимира Наумова по состоянию здоровья.

## Награды
- Орден Отечества III степени (2014);
- Орден «За службу Родине» III степени;
- Орден «За личное мужество» (2003)[2];
- Медали.

## Санкции, обвинения
Владимир Наумов был включён в санкционный список специально обозначенных граждан и заблокированных лиц США и чёрный список Евросоюза.
Согласно решению Европейского союза, Наумов «не принял меры по расследованию дел об открытых исчезновениях Юрия Захаренко, Виктора Гончара, Анатолия Красовского и Дмитрия Завадского в Беларуси в 1999–2000 годах (...), в качестве министра внутренних дел он отвечал за репрессии против мирных демонстраций до выхода на пенсию 6 апреля 2009 года по состоянию здоровья».
Также Наумов находится в санкционных списках Великобритании и Швейцарии.
Согласно журналистскому расследованию, выпущенному в ноябре 2024 года, Наумову принадлежит 75 % зарегистрированной в Москве компании «Зорка Фуд», которая торгует зерном в оккупированном Мариуполе.